# Хухтанен, Вейкко
Ве́йкко А́арне А́лекс Ху́хтанен (фин. Veikko Aarne Aleks Huhtanen; 5 июня 1919, Выборг — 29 января 1976, Хельсинки) — финский гимнаст, обладатель пяти медалей Олимпийских игр 1948 года, три из которых золотые, двукратный серебряный призёр чемпионата мира 1950 года.

## Карьера
Гимнастикой занимался с 12 лет. Дебютировал в сборной в 1938 году в международном матче между Германией и Финляндией. Должен был дебютировать на Олимпиаде 1940 года, которую планировали провести в Хельсинки, однако из-за Второй мировой войны Игры были отменены.
На Олимпиаде 1948 года в Лондоне финская сборная показала феноменальный результат, причастным к которому стал и Вейкко. В командном соревновании финны опередели сборную Швейцарии на 1,6 балла, а в личном соревновании Хухтанен обошёл на 0,7 балла Вальтера Леманна. Помимо всего прочего, ему удалось стать бронзовым призёром в упражнениях на перекладине, серебряным призёром в упражнениях на параллельных брусьях и чемпионом Игр в упражнениях на коне (титул он разделил с Пааво Аалтоненом и Хейкки Саволайненом).
В 1950 году Хухтанен взял серебряные медали на чемпионате мира в командном первенстве и упражнениях на перекладине. Из-за травмы плеча он отказался от участия в Олимпийских играх 1952 года и вскоре завершил карьеру.